# Juan Francisco Bulnes
Juan Francisco Bulnes is een gemeente (gemeentecode 0903) in het departement Gracias a Dios (La Mosquitia) in Honduras. De gemeente grenst aan de Caraïbische Zee.
De hoofdplaats van de gemeente is Batalla. Een ander dorp is Palacios.

## Bevolking
De bevolking is als volgt verdeeld:
| Vrouwen | 3162 | 49,3% |
| Mannen  | 3255 | 50,7% |

## Dorpen
De gemeente bestaat uit zeven dorpen (aldea), waarvan de grootste qua inwoneraantal: Ibans (code 090304) en Palacios (090306).